# Filmfare Award за лучшую дебютную мужскую роль
Filmfare Award за лучшую дебютную мужскую роль или (буквально) для лучший мужской дебют (хинди फिल्मफेअर सर्वोत्तम पुरुष पदार्पण पुरस्कार, англ. Filmfare Award for Best Male Debut) — номинация старейшей и наиболее престижной кинопремии Болливуда (индустрии фильмов на хинди) Filmfare Awards, сравниваемой по значимости с «Оскаром», предназначенная для награждения актёров за наилучшее исполнение дебютной мужской роли в кинофильме на хинди или хиндустани за предыдущий год. Премией могут быть награждены актёры, уже сыгравшие несколько ролей в фильмах на других языках Индии.
Номинация была организована в 1989 году под названием Filmfare Award за лучший дебют без разделения по профессиям (так в 1990 году премия в данной номинации была вручена режиссёру Сураджу Барджатья) и половому признаку, параллельно с номинацией Filmfare Award for Lux New Face of the Year предназначенной для начинающих актрис. После того как в 1995 году премию за лучший дебют получила актриса Табу, номинации были переименованы в Filmfare Award за лучшую дебютную мужскую роль и лучшую дебютную женскую роль соответственно. А в 2010 году была учреждена премия за лучший режиссёрский дебют. С момента основания лауреаты премии награждались в безальтернативном порядке. Исключением являются 2006—2012 и 2020 годы, когда на премию были выдвинуты сразу несколько номинантов.
Первым обладателем премии в 1989 году стал Аамир Хан, исполнивший роль Раджа в фильме Мансура Хана «Приговор» (1991).
Последним на настоящий момент, в начале 2024 года, премии за лучшую дебютную мужскую роль был удостоен актёр Адитья Равал, исполнивший роль террориста в основанном на реальных событиях фильме «Faraaz» (2023).

## Номинанты и обладатели премии
В списке приведены сведения о номинантах и победителях номинации, сгруппированные по церемониям (годам) и десятилетиям. В таблицы включены имена актёров и названия фильмов с указанием ролей, за которые получена номинация. Номинанты и соответствующие им фильмы и роли каждого года приведены в порядке, соответствующем официальному сайту премии либо другим авторитетным индийским источникам. Лауреаты выделены полужирным шрифтом, а также, по возможности, представлены фотографиями.

### Filmfare Award за лучший дебют
| Церемония       | Фото лауреатов                      | Лауреаты и номинанты                | Фильмы                              | Роли                                | Общие ссылки                        |
| --------------- | ----------------------------------- | ----------------------------------- | ----------------------------------- | ----------------------------------- | ----------------------------------- |
| 34-я (1989 год) |                                     | • Аамир Хан                         | «Приговор»                          | Радж                                | [ 5 ]                               |
| 35-я (1990 год) |                                     | • Сурадж Барджатья                  | «Я полюбил»                         | —                                   | [ 5 ]                               |
| 36-я (1991 год) | Премия за лучший дебют не вручалась | Премия за лучший дебют не вручалась | Премия за лучший дебют не вручалась | Премия за лучший дебют не вручалась | Премия за лучший дебют не вручалась |
| 37-я (1992 год) |                                     | • Аджай Девган                      | «Шипы и Розы»                       | Аджай                               | [ 5 ]                               |
| 38-я (1993 год) |                                     | • Шахрух Хан                        | «Безумная любовь»                   | Раджа Сахаи                         | [ 5 ]                               |
| 39-я (1994 год) |                                     | • Саиф Али Хан                      | «Влюбленный бродяга»                | Джимми / Ракеш Раджпал              | [ 5 ]                               |
| 40-я (1995 год) |                                     | • Табу                              | «Парень в тёмных очках»             | Мохини «Мона»                       | [ 5 ]                               |

### Filmfare Award за лучшую дебютную мужскую роль

#### 1990-е годы
| Церемония       | Фото лауреатов | Лауреаты и номинанты | Фильмы          | Роли                | Общие ссылки |
| --------------- | -------------- | -------------------- | --------------- | ------------------- | ------------ |
| 41-я (1996 год) |                | • Бобби Деол         | «Сезон дождей»  | Бадал               | [ 5 ]        |
| 42-я (1997 год) |                | • Чандрачур Сингх    | «Поджигатели»   | Крипал «Пали» Сингх | [ 5 ] [ 6 ]  |
| 43-я (1998 год) |                | • Акшай Кханна       | «Воин Гималай»  | Абхай               | [ 5 ] [ 7 ]  |
| 44-я (1999 год) |                | • Фардин Хан         | «Обитель любви» | Прити Наир          | [ 5 ] [ 8 ]  |

#### 2000-е годы
| Церемония       | Фото лауреатов                              | Лауреаты и номинанты                        | Фильмы                                      | Роли                                        | Общие ссылки                                |
| --------------- | ------------------------------------------- | ------------------------------------------- | ------------------------------------------- | ------------------------------------------- | ------------------------------------------- |
| 45-я (2000 год) |                                             | • Рахул Кханна                              | «Земля»                                     | Хасан                                       | [ 5 ] [ 9 ]                                 |
| 46-я (2001 год) |                                             | • Ритик Рошан                               | «Скажи, что любишь»                         | Рохит, Радж Чопра                           | [ 5 ] [ 10 ]                                |
| 47-я (2002 год) |                                             | • Тусшар Капур                              | «Очарование любви»                          | Каран Шарма                                 | [ 11 ]                                      |
| 48-я (2003 год) |                                             | • Вивек Оберой                              | «Расплата за все»                           | Чандракант «Чанду»                          | [ 12 ] [ 13 ]                               |
| 49-я (2004 год) |                                             | • Шахид Капур                               | «Какая она, любовь»                         | Раджив Матхур                               | [ 14 ]                                      |
| 50-я (2005 год) | Премия за лучший мужской дебют не вручалась | Премия за лучший мужской дебют не вручалась | Премия за лучший мужской дебют не вручалась | Премия за лучший мужской дебют не вручалась | Премия за лучший мужской дебют не вручалась |
| 51-я (2006 год) |                                             | • Шиней Ахуджа                              | «Росчерки судьбы»                           | Викрам Малхотра                             | [ 15 ]                                      |
| 51-я (2006 год) | • Кунал Кхему                               | «Ночь, перевернувшая жизнь»                 | Кунал Дарр                                  |                                             | [ 15 ]                                      |
| 51-я (2006 год) | • Шреяс Талпаде                             | «Икбал»                                     | глухо-немой Икбал                           |                                             | [ 15 ]                                      |
| 51-я (2006 год) | • Мохит Ахлават                             | «Адреналин в крови»                         | Джеймс                                      |                                             | [ 15 ]                                      |
| 51-я (2006 год) | • Рандип Худа                               | «Другой мир»                                | Дешу                                        |                                             | [ 15 ]                                      |
| 52-я (2007 год) | Премия за лучший мужской дебют не вручалась | Премия за лучший мужской дебют не вручалась | Премия за лучший мужской дебют не вручалась | Премия за лучший мужской дебют не вручалась | Премия за лучший мужской дебют не вручалась |
| 53-я (2008 год) |                                             | • Нил Нитин Мукеш                           | «Джонни-предатель»                          | Викрам / Джонни Джи                         | [ 16 ]                                      |
| 53-я (2008 год) | • Химеш Решаммия                            | «Любви прерванный полёт»                    | играет сам себя                             |                                             | [ 16 ]                                      |
| 53-я (2008 год) | • Ранбир Капур                              | «Возлюбленная»                              | Ранбир Радж                                 |                                             | [ 16 ]                                      |
| 53-я (2008 год) | • Музаммил Ибрахим                          | «Обман»                                     | инспектор Заид Ахмед Хан                    |                                             | [ 16 ]                                      |
| 53-я (2008 год) | • Руслан Мумтаз                             | «Моя первая любовь»                         | Рохан                                       |                                             | [ 16 ]                                      |
| 54-я (2009 год) |                                             | • Анураг Синха                              | «Чёрное и белое»                            | Нумаир Кази                                 | [ 17 ] [ 18 ]                               |
| 54-я (2009 год) | • Фархан Ахтар                              | «Играем рок!!»                              | Адитья Шрофф                                |                                             | [ 17 ] [ 18 ]                               |
| 54-я (2009 год) | • Харман Баведжа                            | «Любовь 2050»                               | Каран Малхотра                              |                                             | [ 17 ] [ 18 ]                               |
| 54-я (2009 год) | • Имран Хан                                 | «Знаешь ли ты…»                             | Джай Сингх Ратхор                           |                                             | [ 17 ] [ 18 ]                               |
| 54-я (2009 год) | • Никхил Дривэди                            | «Мое имя Энтони Гонсалвес»                  | Энтони Гонсалвес                            |                                             | [ 17 ] [ 18 ]                               |
| 54-я (2009 год) | • Пратик Баббар                             | «Знаешь ли ты…»                             | Амит                                        |                                             | [ 17 ] [ 18 ]                               |
| 54-я (2009 год) | • Раджив Кханделвал                         | «Аамир»                                     | доктор Аамир Али                            |                                             | [ 17 ] [ 18 ]                               |
| 54-я (2009 год) | • Сикандер Кхер                             | «Коварная сделка»                           | Самир                                       |                                             | [ 17 ] [ 18 ]                               |

#### 2010-е годы
| Церемония       | Фото лауреатов                      | Лауреаты и номинанты                | Фильмы                              | Роли                                | Общие ссылки                        |
| --------------- | ----------------------------------- | ----------------------------------- | ----------------------------------- | ----------------------------------- | ----------------------------------- |
| 55-я (2010 год) | Премия за лучший дебют не вручалась | Премия за лучший дебют не вручалась | Премия за лучший дебют не вручалась | Премия за лучший дебют не вручалась | Премия за лучший дебют не вручалась |
| 56-я (2011 год) |                                     | • Али Зафар                         | «Без Ладена»                        | журналист Али Хасан                 | [ 20 ] [ 21 ]                       |
| 56-я (2011 год) | • Фарук Кабир                       | «Слуги Аллаха»                      | Якуб                                |                                     | [ 20 ] [ 21 ]                       |
| 56-я (2011 год) | • Прадхуман Сингх                   | «Без Ладена»                        | Усама бен Ладен, его двойник Нура   |                                     | [ 20 ] [ 21 ]                       |
| 56-я (2011 год) | • Раджат Бармеча                    | «Полёт»                             | Рохан                               |                                     | [ 20 ] [ 21 ]                       |
| 56-я (2011 год) | • Ранвир Сингх                      | «Свадебный переполох»               | Битту Шарма                         |                                     | [ 20 ] [ 21 ]                       |
| 57-я (2012 год) |                                     | • Рана Даггубати                    | «Порочный круг»                     | диджей Джоакин «Джоки» Фернандес    | [ 22 ] [ 23 ]                       |
| 57-я (2012 год) | • Гулшан Девайя                     | «Девушка в желтых сапогах»          | Читтиаппа Сиддана Говда             |                                     | [ 22 ] [ 23 ]                       |
| 57-я (2012 год) | • Шив Пандит                        | «Шайтан»                            | Душьянт «Даш» Саху                  |                                     | [ 22 ] [ 23 ]                       |
| 57-я (2012 год) | • Видьют Джамвал                    | «Спецотряд „Форс“»                  | Вишну                               |                                     | [ 22 ] [ 23 ]                       |
| 57-я (2012 год) | • Парто Гупте                       | «Школьный завтрак»                  | школьник Стэнли Фернандес           |                                     | [ 22 ] [ 23 ]                       |
| 58-я (2013 год) |                                     | • Аюшманн Кхуррана                  | «Донор Вики»                        | Викки Арора                         | [ 24 ]                              |
| 58-я (2013 год) | • Арджун Капур                      | «Мятежники любви»                   | Парма Чаухан                        |                                     | [ 24 ]                              |
| 58-я (2013 год) | • Парамбрата Чаттерджи              | «История»                           | инспектор Сатьёки «Рана» Синха      |                                     | [ 24 ]                              |
| 58-я (2013 год) | • Сидхартх Малхотра                 | «Студент года»                      | студент Абхиманью Сингх             |                                     | [ 24 ]                              |
| 58-я (2013 год) | • Варун Дхаван                      | «Студент года»                      | студент Рохан Нанда                 |                                     | [ 24 ]                              |
| 59-я (2014 год) |                                     | • Дхануш                            | «Отчаянно влюбленный»               | Кундан Шанкар                       | [ 25 ]                              |
| 60-я (2015 год) |                                     | • Фавад Хан                         | «Красотка»                          | князь Викрам Сингх Ратхор           | [ 26 ]                              |
| 61-я (2016 год) |                                     | • Сурадж Панчоли                    | «Герой»                             | гангстер Сурадж Каушик              | [ 27 ]                              |
| 62-я (2017 год) |                                     | • Дилджит Досандж                   | «Летящий Пенджаб»                   | инспектор Сартадж Сингх             | [ 28 ]                              |
| 63-я (2018 год) | Премия за лучший дебют не вручалась | Премия за лучший дебют не вручалась | Премия за лучший дебют не вручалась | Премия за лучший дебют не вручалась | Премия за лучший дебют не вручалась |
| 64-я (2019 год) |                                     | • Ишан Кхаттар                      | «За облаками»                       | беспризорник Аамир                  | [ 29 ]                              |

#### 2020-е годы
| Церемония       | Фото лауреатов                      | Лауреаты и номинанты                | Фильмы                               | Роли                                | Общие ссылки                        |
| --------------- | ----------------------------------- | ----------------------------------- | ------------------------------------ | ----------------------------------- | ----------------------------------- |
| 65-я (2020 год) |                                     | • Абхиманью Дассани                 | «Человек, который не чувствует боль» | Сурья Сампат                        | [ 30 ] [ 31 ]                       |
| 65-я (2020 год) | • Мизан Джаффри                     | «Сожаление»                         | Шива Море                            |                                     | [ 30 ] [ 31 ]                       |
| 65-я (2020 год) | • Сидхант Чатурведи                 | «Парень из гетто»                   | Шрикант Бхосле a.k.a MC Sher         |                                     | [ 30 ] [ 31 ]                       |
| 65-я (2020 год) | • Вардхан Пури                      | «Эта чёртова любовь»                | Сахил Мехра                          |                                     | [ 30 ] [ 31 ]                       |
| 65-я (2020 год) | • Вишал Джетва                      | «Отважная 2»                        | Санни                                |                                     | [ 30 ] [ 31 ]                       |
| 65-я (2020 год) | • Захир Икбал                       | «Дневник»                           | Каюир Каул                           |                                     | [ 30 ] [ 31 ]                       |
| 66-я (2021 год) | Премия за лучший дебют не вручалась | Премия за лучший дебют не вручалась | Премия за лучший дебют не вручалась  | Премия за лучший дебют не вручалась | Премия за лучший дебют не вручалась |
| 67-я (2022 год) |                                     | • Ихан Бхат                         | «99 песен»                           | Джай                                | [ 32 ]                              |
| 68-я (2023 год) |                                     | • Абхай Мишр                        | «Doctor G»                           | Абхишек Чандел                      | [ 33 ] [ 34 ]                       |
| 68-я (2023 год) | • Анкуш Гедам                       | «Толпа»                             | Анкуш Масрам / Дон                   |                                     | [ 33 ] [ 34 ]                       |
| 68-я (2023 год) | • Палин Кабак                       | «Волк»                              | Джомин                               |                                     | [ 33 ] [ 34 ]                       |
| 68-я (2023 год) | • Шантану Махешвари                 | «Gangubai Kathiawadi»               | Афсан Разак                          |                                     | [ 33 ] [ 34 ]                       |
| 69-я (2024 год) |                                     | • Адитья Равал                      | «Faraaz»                             | Нибрас                              | [ 35 ]                              |